# やくざ刑事
『やくざ刑事』（やくざでか、THe Kamikaze Cop or The International Secret Police）は、1970年の日本映画。主演：千葉真一、監督：野田幸男、製作：東映、カラー・シネマスコープ、89分。『やくざ刑事シリーズ』の第一作。

## 概要
警察名簿から抹殺された秘密捜査官が潜入捜査をし、犯罪組織を殲滅する活躍を描いた作品。千葉真一が腕利きの秘密捜査官でありながら、女も金にも未練を持つ、刑事らしからぬ男を演じている。
後方転回などアクロバティクな動きを取り入れた擬斗、オフィスビルの間に繋がったロープにぶら下がり移動、横断歩道橋から走行するトラックに飛び乗り、ヘリコプターにぶら下がるなど、千葉真一は陸海空に展開される大スケールのスタントを吹き替えなしでこなしている。

## ストーリー
日本最大の暴力組織・八城会を壊滅するため、警視庁は腕利きの秘密捜査官・隼田志郎を組織に潜り込ませた。隼田は様々な危機を掻い潜り、八城会を追いつめていく。

## キャスト
- 千葉真一 - 隼田志郎

- 葉山良二 - 三浦欣吾
- 山本麟一 - 大倉
- 内田良平 - 朝井鉄次
- 八代万智子 - 牧典子
- 野際陽子 - 歌手 ※友情出演
- 由利徹 - オカマ芸者
- 南利明 - 峰尾豪
- 内田朝雄 - 矢城隅太郎
- 富田仲次郎 - 西邦雄
- 高宮敬二 - 高石達也
- 藤岡重慶 - 警視庁捜査第四課 課長
- 天津敏 - 阿久津宏
- 沢彰謙 - 三好組 組長
- 風間健 - 鳥井
- 士山登志幸 - 野村
- 日尾孝司 - 栗原
- 久地明 - 鬼頭
- 木川哲也 - 木村
- 小林稔侍 - 佐々木
- リタ・マーリン - ヌードダンサー
- エンベル・アルテンバイ - リーマン
- テオドル・ペテルーン - マイルズ

- 配役不明 - 植田灯孝・岡野耕作・山之内修・滝島孝二・山田甲一・高須準之助・仲原新二・桐島好夫・五野上力・木村修・清水照夫・舟橋竜次・畑中猛重・高月忠・菅原壮男・亀山達也・城春樹・西本良治郎・鈴木健之・吉田一夫・溝口久夫、ゴールデン・スターズ

## スタッフ
- 監督 - 野田幸男
- 企画 - 太田浩児・佐藤雅夫
- 脚本 - 神波史男・野田幸男
- 撮影 - 中島芳男
- 録音 - 内田陽造
- 美術 - 北川弘
- 照明 - 元持秀雄
- 進行主任 - 坂本年文
- 編集 - 田中修
- 助監督 - 橋本新一
- 擬斗 - 日尾孝司
- 現像 - 東映化学
- 装置 - 松尾大三郎
- 装飾 - 米沢一弘
- 記録 - 高津省子
- 音楽 - 八木正生
- 主題歌 - 千葉真一「一匹狼」
- 協力 - 協同キックボクシングジム

## 製作
『キイハンター』が大ヒットしていた頃に製作された本作は、千葉真一が同作で演じているスタント・擬斗や、ユーモアが盛り込まれたストーリーを踏襲しながらも、お色気・アウトロー的な特色を加えて、『キイハンター』と本作の区分けをしている。ロケーション撮影は東京港の品川埠頭や横浜中華街・山手 (横浜市)などで行われた。

## 影響
千葉真一が拳銃を撃ちながら片手で側転するスタントは、1999年の『マトリックス (映画)』でキアヌ・リーブス扮する主人公が側転しながらマシンガンを乱射するシーンの原型になっている。